# انتخابات ریاست جمهوری ایالات متحده (۲۰۲۰) در مونتانا
انتخابات ریاست جمهوری ایالات متحده ۲۰۲۰در مونتانا سه شنبه ۳ نوامبر ۲۰۲۰ ، به عنوان بخشی از انتخابات ریاست جمهوری  ایالات متحده۲۰۲۰، که در آن ۵۰ ایالت به علاوه منطقه کلمبیا شرکت کردند، برگزار شد.
رای دهندگان مونتانا انتخاب کنندگان را برای نمایندگی از آنها در کالج انتخاباتی از طریق رأی مردمی انتخاب کردند و آنها نامزد حزب جمهوریخواه، دونالد ترامپ، و معاون رئیس جمهور مایک پنس را انتخاب کردند.
مونتانا دارای سه رای الکترال در کالج انتخاباتی است.ترامپ ۵۶.۹٪ تا ۴۰.۵٪ مونتانا را به دست آورد که ۱۶.۴٪ فاصله دارد ، در مقایسه با حاشیه ۲۰.۴٪ که چهار سال قبل به دست آورد. قبل از این انتخابات، اکثر سازمان‌های مونتانا را به عنوان ایالتی که ترامپ به احتمال زیاد پیروز می‌شد، در نظر می‌گرفتند ، یا در غیر این صورت یک ایالت قرمز محتمل محسوب می‌کردند. دموکرات‌ها از سال ۱۹۹۲ نتوانستند در مونتانا به پیروزی برسند.

## نتایج
۸۱ درصد واجدان  شرایط در انتخابات شرکت کردند.
ترامپ ۵۷ درصد آرا را در این ایالت بدست آورد و تمام آرا الکترال را از آن خود کرد. بایدن نیز ۴۰ درصد  آرا را به دست آورد. 